# Hans Urs von Balthasar
Hans Urs von Balthasar (Lucerna, 12 de agosto de 1905 - Basilea, 26 de junio de 1988) fue un teólogo católico suizo.

## Trayectoria
Nació en Lucerna, Suiza, el 12 de agosto de 1905, sus estudios básicos los realizó en la escuela jesuita Stella Matutina y sus estudios previos a la educación superior en el Gymnasium de los benedictinos en Engelberg, Suiza, solamente por cuatro años, y terminó dos años y medio más en Feldkirch, Austria, nuevamente con los jesuitas.
Estudió en Viena, Berlín y Zúrich, y se licenció en literatura alemana (Germanistik). En Berlín fue donde conoció y recibió clases del también teólogo católico Romano Guardini, y tuvo los primeros contactos con la filosofía de Kierkegaard. En 1928, tras concluir sus estudios de literatura alemana con la tesis "La historia del problema escatológico en la moderna literatura alemana" (Die Geschichte des eschatologischen Problems in der modern deutschen Literatür), ingresó en la Compañía de Jesús y se ordenó en 1936. Trabajó en Basilea como capellán de estudiantes. En 1948 funda junto con su colaboradora Adrienne von Speyr el Instituto secular, llamado "Comunidad San Juan". En 1950 abandonó la orden de los jesuitas. Las autoridades religiosas le prohibieron dar clases debido a que sus ideas no encajaban en las formulaciones tradicionales del catolicismo. En 1953, escribió «Abatid los Bastiones» donde defendió que la Iglesia no podía aparecer en el mundo moderno como una enemiga o una fortaleza cerrada, sino que su vocación trascendente tenía que llevarla a una apertura, asimilando los nuevos sistemas y dejándose interpelar para renovar los tesoros olvidados o aún no descubiertos que contiene el depósito de la fe. Ello le generó grandes incomprensiones por parte de la jerarquía eclesiástica. 
Tras el Concilio Vaticano II, al que no había sido invitado, recibió un reconocimiento prácticamente unánime a su talla intelectual y a la profundidad de su pensamiento. Fundó con Henri de Lubac y Joseph Ratzinger la revista Communio. En 1975 recibió el premio Gottfried Keller, el más prestigioso galardón literario que se concede en Suiza.
El 29 de mayo de 1988, el Papa Juan Pablo II anunció su intención de nombrar a von Balthasar cardenal en el siguiente consistorio, que se iba a celebrar el 28 de junio de 1988; previsto el título de San Nicola in Carcere. No alcanzó a ser formalmente cardenal ya que esto se realiza cuando el Papa anuncia formalmente al nuevo cardenal en un consistorio haciendo público el decreto de creación en presencia de los miembros existentes del colegio de cardenales, y él murió dos días antes del consistorio, el 26 de junio de 1988. Está enterrado en el cementerio de la Iglesia de San Leodegard en su natal Lucerna.
Junto a Karl Rahner y a Karl Barth es quizá uno de los grandes pensadores cristianos contemporáneos y por ello, el 23 de junio de 1984 recibió el Premio Pablo VI de manos de Juan Pablo II.
Ha influenciado directamente a filósofos como Jean Luc Marion. En marzo de 2018 recibió el título de Siervo de Dios, por lo que está camino a la santidad.

## Encuentro con Adrienne von Speyr y misión común[2]
Fue durante su primer año como capellán en Basilea cuando Balthasar conoce a la médica Adrienne Kaegi-von Speyr, mujer casada en segundas nupcias con Werner Kaegi, profesor universitario de historia. Adrienne, entonces protestante, tenía un vivo interés en la Iglesia católica y encuentra en el padre jesuita la persona adecuada para finalmente poder aclarar su situación ante Dios y ante la Iglesia. Balthasar le da el consejo decisivo de no ofrecer a Dios el propio esfuerzo y servicio, sino de dejarse tomar por Su labor y servicio. Tras comprender esto, sigue inmediatamente la instrucción eclesial y es recibida en la Iglesia católica el 1 de noviembre de 1940. De ahora en adelante él será su padre confesor y el representante de la Iglesia ante las gracias especiales que ella comienza a recibir después de su conversión. 
Adrienne, por su parte, le hace ver de modo nuevo la afinidad esencial entre Ignacio de Loyola y San Juan Evangelista, el compañero y amigo de Jesús, y así le ayuda a dar el último paso decisivo de su vida y de su obra. Siguiendo a San Juan, el «teólogo por antonomasia», su obra teológica querrá ser una «teología de rodillas», reverente y adorante, ante el misterio de Dios que es amor (Teología y santidad, 1962, es el título de un artículo programático). 
En 1945 ambos fundan la Comunidad San Juan, una comunidad de vida consagrada cuya misión es unir consagración en el seno de la Iglesia y actividad competente en el mundo real. En 1947 es fundada la casa editorial Johannes Verlag con el fin de publicar la incipiente obra escrita que Adrienne le estaba dictando y, como marco editorial católico, de ofrecer al público laico una sinfonía de escritos de figuras cristianas importantes para el presente.
Balthasar mismo ve la forma de su tarea en un orden jerárquico claro: «En el centro está la Comunidad San Juan. En segundo lugar se ubica mi editorial junto con todo el legado de Adrienne von Speyr, a lo que se agregan las ediciones de obras de otros autores y todas las traducciones. Luego, en tercer lugar, yo ordenaría mi propia producción». (Hans Urs von Balthasar, Espíritu y fuego, en: Zu seinem Werk, 2000). Su propia producción, por cierto, consta de 113 libros, 537 artículos y 110 traducciones de obras teológicas y literarias de diversos ámbitos culturales.
Ahora bien, esta colaboración central con Adrienne, al inicio prevista dentro de la Compañía, paulatinamente se va manifestando incompatible con la pertenencia a su orden. Después de un tiempo largo y doloroso –para todos– de discernimiento, concluido con Ejercicios Espirituales dados por P. D. Mollat s.j. y con el consenso final de sus superiores, sale de su «queridísima patria espiritual», la Compañía de Jesús, antes de hacer sus últimos votos, para continuar fuera de ella la misión reconocida ante Dios y ante su padre San Ignacio.

## Pensamiento

### La fe
La automanifestación del Ser Absoluto a través de Cristo y su Cruz solo se puede entender si se comprende la entrega humana hasta la muerte como expresión del Amor total. Así pues, la fe es una respuesta individual y colectiva al amor que se vació por todos y cada uno. En consecuencia creer es sólo amar, y nada puede y debe ser creído sino el amor.
En una sociedad donde todo se valora en beneficio económico y adquisición de prestigio social y poder político y en donde se posterga lo demás como carente de utilidad, el cristianismo ha de proclamar que Sólo el Amor es digno de fe (título de una de sus obras). La única recompensa es el amor mismo. Las buenas obras han de ser eco del amor. De lo contrario, carecen de valor.
Para profundizar en el tema se puede leer la obra de Hans Urs von Balthasar ¿Quién es un cristiano?. En este pequeño gran libro, el autor nos manifiesta –desde el conjunto de los misterios de la Fe católica– la importancia tanto de ponernos esta pregunta decisiva como de buscar una respuesta personal: hoy, mirando a Cristo.

### La Iglesia
La Iglesia solo será auténtica si vive en coherencia con la impotencia y fragilidad de la Cruz de Cristo. El Amor de Cristo solo puede manifestarse en la exposición desprotegida y desinteresada de los que viven de él. Un Amor que cura la culpa (el perdón), el sufrimiento, el sinsentido del absurdo, el egoísmo y la muerte.
El poder económico, cultural, comunicativo y político para evangelizar, supone traicionar a la misión de la Iglesia. Las comunidades que anhelan ocupar posiciones de poder para ayudar así a la Iglesia, en realidad la adulteran, ocultan el rostro salvador del crucificado y la alegría que nace de la sencillez de quien acoge al Espíritu.
El Ser absoluto se reveló como Amor absoluto en el anonadamiento y la Cruz. Por consiguiente, debe renunciarse a los medios de poder mundanos, a la identidad entre influencia socioeconómica y evangelización. Influencia y poder, por sus propias reglas internas, acaban siempre en prepotencia avasalladora o integrismo defensivo. Solo en la impotencia actúa el súper poder del Amor Absoluto.

### Infierno y Esperanza
La sobreabundancia del Amor y su virtud difusiva a través de los que viven de él hace que no haya lugar para una sistemática sobre cuántos se salvarán y cuántos se condenarán. Balthasar recoge elementos de las Escrituras y de los Padres de la Iglesia que hablan de la salvación para todos y cada uno. En la dimensión del amor sin límites, la esperanza del creyente no consiste en salvarse él en solitario, la única esperanza que se le permite al cristiano es la salvación de todos los hombres. Balthasar apela a la tradición de la Iglesia que ruega por la salvación de todos y cada uno de los hombres. Esa súplica, si es verdadera y auténtica, ha de estar llena de sentido y ser eficaz y fructífera. Es en ese contexto en el que ha de entenderse su afirmación de que el infierno existe, pero quizás está vacío. 
Se puede ver más sobre el tema leyendo su ponencia en el simposio sobre Adrienne von Speyr y su misión eclesial, Roma, 27-29 de septiembre de 1985.

## Obras de Von Balthasar en español
Se puede consultar toda una presentación y descripción de la obra completa de Hans Urs von Balthasar en: https://balthasarspeyr.org/es/obra/balthasar
La Comunidad San Juan pone a disposición parte de la obra de Hans Urs von Balthasar y Adrienne von Speyr en formato pdf y epub en varios idiomas: https://balthasarspeyr.org/es/publicaciones

### Libros
- Balthasar, Hans Urs von. Naivdad y Adoración (descarga gratuita). Saint John Publications.
- —. Vida desde la muerte (descarga gratuita). Ediciones San Juan.
- —. ¿Quién es un cristiano? (descarga gratuita). Ediciones San Juan.
- —. Dios y el sufrimiento (descarga gratuita). Saint John Publications.
- —. Vocación (descarga gratuita). Saint John Publications. ISBN 9788460655008.
- —. Una primera mirada a Adrienne von Speyr (descarga gratuita). Ediciones San Juan. p. https://balthasarspeyr.org.
- —. La oración contemplativa (descarga gratuita). Saint John Publications. ISBN 978-1-63674-000-3.
- —. El libro del Cordero. Ediciones San Juan. ISBN 9788461358861.
- —. San Pablo lucha con su comunidad. Ediciones San Juan. ISBN 9789872323721.
- —. Si no os haceis como este niño. Ediciones San Juan. ISBN 9872133395.
- —. El Rosario. Ediciones San Juan. ISBN 9872323704.
- —. Gloria. 7 vols. Encuentro. ISBN 84-7490-131-6.
- —. Teodramática. 2 vols. Encuentro. ISBN 84-7490-256-8.
- —. Teológica. 2 vols. Encuentro. ISBN 84-7490-432-3.
- —. El corazón del mundo. Encuentro. ISBN 9788474909807.
- —. Pneuma e institución. Encuentro. ISBN 9788474909142.
- —. Todo en el fragmento. Encuentro. ISBN 978-84-7490-889-3.
- —. Escatología en nuestro tiempo. Encuentro. ISBN 9788474908954.
- —. Examinadlo todo y quedaos con lo bueno. Encuentro. ISBN 9788474908602.
- —. María, Iglesia naciente. Encuentro. ISBN 84-7490-800-0.
- —. Vía crucis. Encuentro. ISBN 978-84-7490-793-3.
- —. Teología de los tres días. Encuentro. ISBN 84-7490-574-5.
- —. La verdad es sinfónica.. Encuentro. ISBN 84-7490-013-1.
- — (2000). Tratado sobre el Infierno. Compendio (2a edición). EDICEP. ISBN 978-84-7050-569-0.
- —. Abatid los bastiones. Traductor: Salvador Castellote Cubells. EDICEP. ISBN 978-84-7050-569-0.
- — (2007). Examinadlo todo y quedaos con lo bueno: entrevista de Angelo Scola. Encuentro Ediciones. ISBN 978-84-7490-860-2.

### Artículos
(disponibles para descargar en formato epub y pdf)
- Balthasar, Hans Urs von. Adrienne von Speyr y el sacramento de la confesión. Saint John Publications.
- Balthasar, Hans Urs von. Intento de una mirada de conjunto a través de mi pensamiento. Saint John Publications.
- Balthasar, Hans Urs von. ¿Qué es un laico?. Saint John Publications.
- Balthasar, Hans Urs von. Fe y espera inminente del reino de Dios. Saint John Publications.
- Balthasar, Hans Urs von. La Comunidad San Juan. Saint John Publications.
- Balthasar, Hans Urs von. La Comunidad San Juan: una presentación. Saint John Publications.
- Balthasar, Hans Urs von. La obra literaria de Adrienne von Speyr. Saint John Publications.

### Obras publicaciones
(disponibles para descargar en formato epub y pdf)
- Balthasar, Hans Urs von. Teología del descenso a los infiernos en A. von Speyr. Saint John Publications.
- Balthasar, Hans Urs von. Institutos seculares: una paradoja. Saint John Publications.
- Balthasar, Hans Urs von. Meditaciones sobre el Evangelio según San Juan: un prefacio. Saint John Publications.
- Balthasar, Hans Urs von. Discurso con motivo de la recepción del Premio Pablo VI. Saint John Publications.
- Balthasar, Hans Urs von. Adrienne von Speyr. Participación en la pasión y en el abandono de Dios. Saint John Publications.
- Balthasar, Hans Urs von. Carta a Giorgio Mazzanti. Saint John Publications.
- Balthasar, Hans Urs von. Prefacio a «Antología de textos de Joseph Pieper». Saint John Publications.